# 브라이언 드로렛

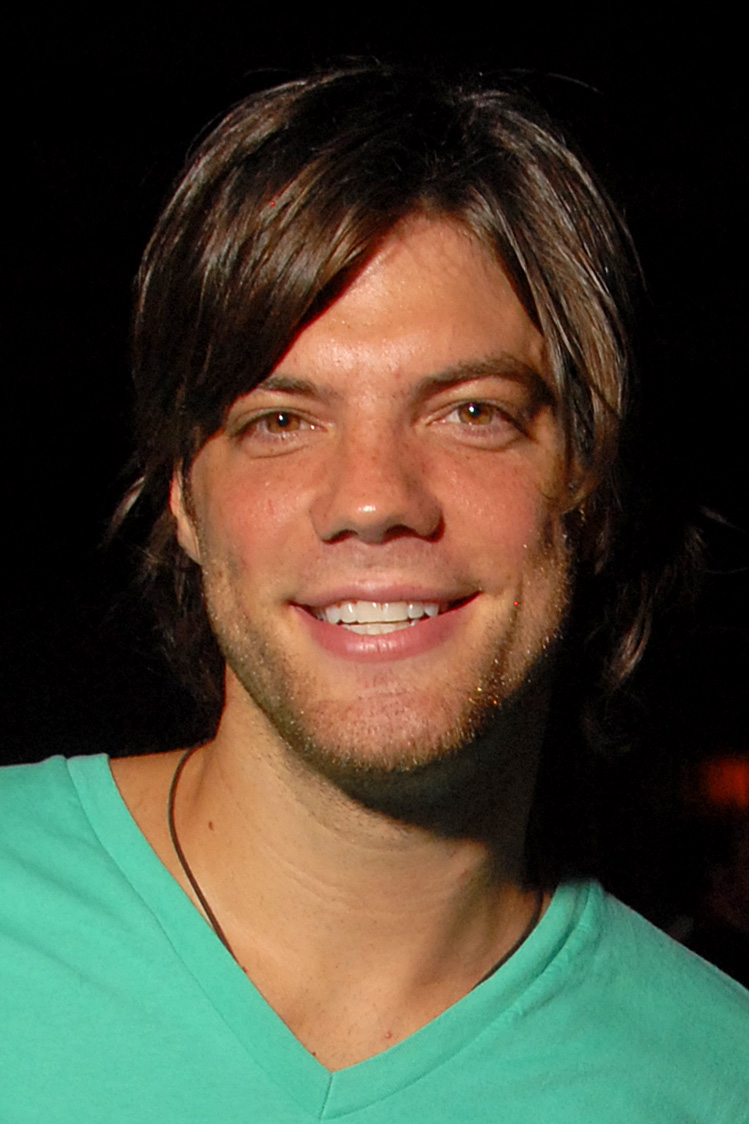

브라이언 드롤렛(Brian Drolet, 1980년 7월 2일 ~ )은 미국의 영화 제작자, 배우, 각본가이다.
퀸스에서 태어났다.

## 영화
- 덤벨스 (2014년) - 크리스 롱 역
- 프로포즈 (2013년)
- Shoot the Hero! (2010) - 하이엑 역
- 2 Dudes And A Dream (2009)
- 아메리칸 하이 스쿨 (2009년)
- 더 힐리스 (2006년)